# Большая Мамоновка
Большая Мамоновка — деревня в Новодеревеньковском районе Орловской области России.
Входит в состав Никитинского сельского поселения.

## География
Деревня находится на левом берегу реки Любовша, южнее посёлка Козловка и восточнее деревни Горки. Севернее расположен большой лесной массив.
Просёлочная дорога соединяет Большую Мамоновку с автомобильной дорогой 54К-228.

## Население
| 2010 |
| ---- |
| 0    |